# شراب مالتی

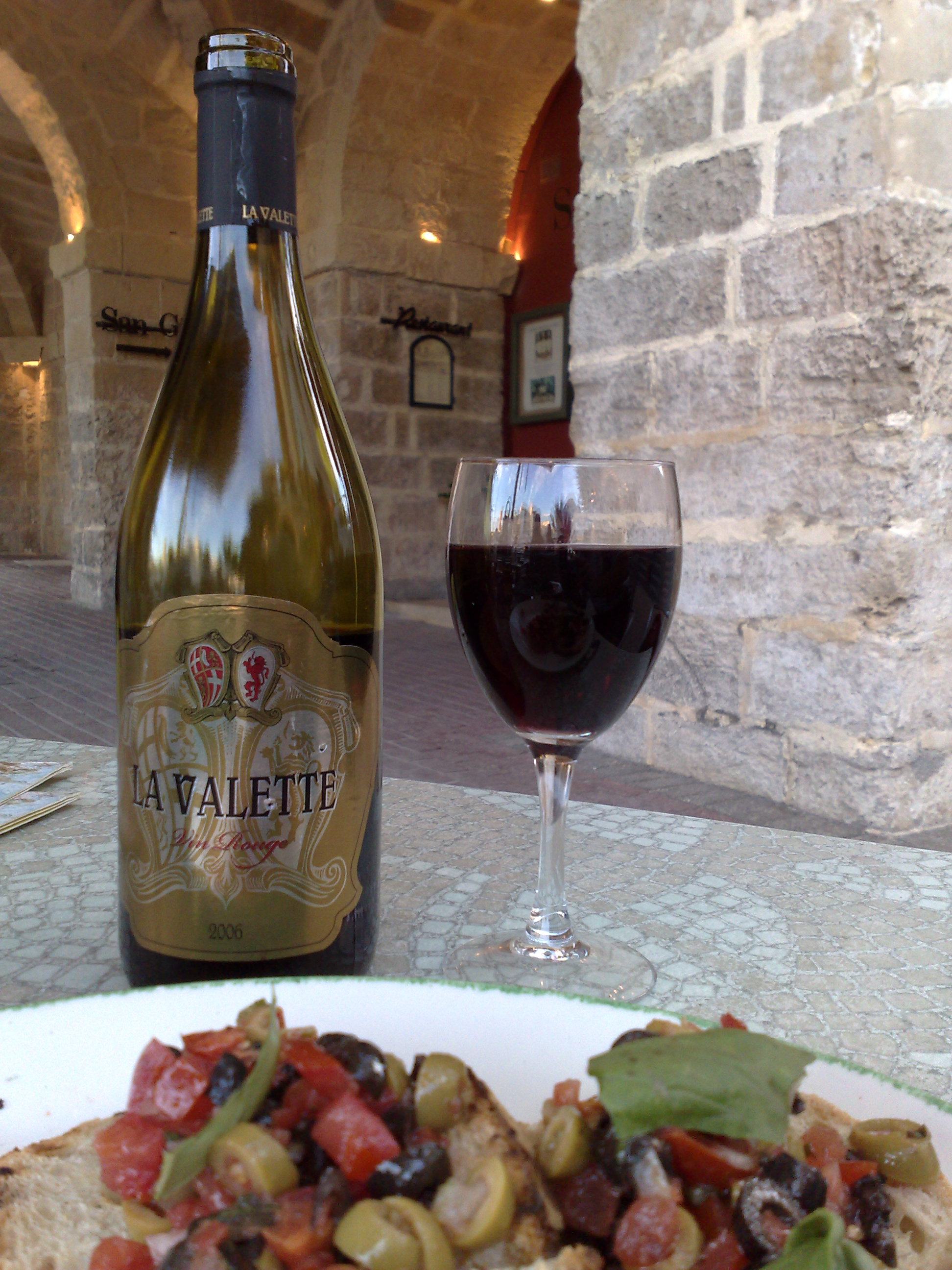
شراب لا والت

تولید شراب مالتی در مالت به هزاران سال پیش زمانی که فینیقی‌ها به جزیره آمدند، بر می‌گردد. در اوایل قرن ۲۰ام اولین کارخانه‌های شراب سازی در مالت تشکیل شدند و در سال ۱۹۷۰ میلادی صنعت شراب سازی مالت جدی تر شد و انواع دیگر شراب‌های جهانی را آغاز به کاشتن کردند. پس از سال ۲۰۰۴ که مالت به اتحادیه اروپا پیوست، مالیات‌های محافظتی بیشتری گرفته شدند تا کیفیت شراب‌ها بهتر شود.
در حال حاضر درخواست برای شراب مالتی روزانه رو به افزایش است و برخی کارخانه‌ها از انگور وارداتی استفاده می‌کنند چون فضای کشاورزی بر روی جزیره به خاطر ساخت و ساز و توریسم بسیار محدود و بسته‌است. در سال ۲۰۰۵ میلادی در والتا ۶۳۰ تن شراب تولید شد.

## سبک‌های شراب
امروزه گوناگونی شراب‌های تولید شده در جزیره به نام‌های جلزا (شراب قرمز) و گیرجنتینا (شراب سفید) هستند و انواع دیگر شراب‌های جهانی نیز تولید می‌شوند. دیگر شراب‌های پرطرفدار روی جزیره شارلونی و کابرنه ساوین هستند.

## مراجعه
1. ↑  "With EU membership, Malta finds its wine industry under assault".
2. ↑  "آمار شراب سازی در والتا".